# カレハガ科
カレハガ科（カレハガか、学名 : Lasiocampidae）は、昆虫綱チョウ目に属す科の一つである。
成虫は、止まっていると一見枯葉のように見える種が多い。幼虫は、オビカレハを除き毒針毛があり、触れるとかぶれる。
毒針毛を持つ種類は、全体に褐色系の地味な種類が多く、体に2束毒針毛の束を持つ。カレハガ、マツカレハ、クヌギカレハ、ヤマダカレハなどは頭部付近に2束短い束を、タケカレハ、ヨシカレハなどは頭部付近と尾部付近に1束ずつ長い束を持つ。頭部付近に2束毒針毛の束を持つ種は、刺激を受けるとこの束を膨らませ威嚇する。頭部付近と尾部付近に1束ずつ毒針毛の束を持つ種は、刺激を受けてもこの束を膨らませることもなく、威嚇することもない。また、繭にも毒針毛が付着するが、ドクガ科のガとは異なり、成虫には付着しない。

## 日本産の主な種類
- カレハガ
- マツカレハ
- クヌギカレハ
- ツガカレハ
- ヤマダカレハ
- タケカレハ
- ヨシカレハ
- オビカレハ
- ウスズミカレハ
- スカシカレハ
- ヒメカレハ
- リンゴカレハ